# Cyperus michelianus
Cyperus michelianus är en halvgräsart som först beskrevs av Carl von Linné, och fick sitt nu gällande namn av Alire Raffeneau Delile. Cyperus michelianus ingår i släktet papyrusar, och familjen halvgräs. IUCN kategoriserar arten globalt som livskraftig.

## Underarter
Arten delas in i följande underarter:
- C. m. michelianus
- C. m. pygmaeus